# Kaczory (Wodynie)
Pour les articles homonymes, voir Kaczory.
Kaczory (prononciation : [[Alphabet phonétique international|kaˈt͡ʂɔrɨ]]) est un village polonais de la gmina de Wiśniew dans le powiat de Siedlce de la voïvodie de Mazovie dans le centre-est de la Pologne.
Il se situe à 3 kilomètres au nord-est de Wodynie (siège de la gmina), environ 22 kilomètres au sud-ouest de Siedlce (siège du powiat) et à 71 kilomètres à l'est de Varsovie (capitale de la Pologne).

## Histoire
De 1975 à 1998, le village appartenait administrativement à la voïvodie de Siedlce.

Depuis 1999, il appartient administrativement à la voïvodie de Mazovie